# Прапор Саратського району
Пра́пор Сара́тського райо́ну — офіційний символ Саратського району Одеської області, затверджений 26 лютого 2010 року рішенням сесії Саратської районної ради.

## Опис
Прапор являє собою прямокутне синє полотнище зі співвідношенням сторін 2:3, на якому летить білий голуб. У верхньому лівому куті, біля древка, вміщено жовтий козацький хрест, а у нижньому правому знаходиться жовтий колодязний журавель.